# ألكسندر كريسانوف
ألكسندر كريسانوف (الروسية: Александр Александрович Крысанов) (من مواليد 2 يناير 1981) هو لاعب هوكي روسي محترف، وهو يلعب كمهاجم. يلعب حالياً في فريق آمور خاباروفسك في دوري الهوكي للقارات، وهو يمثل كابتن الفريق.

## وصلات خارجية
- ألكسندر كريسانوف على موقع دوري الهوكي للقارات (الإنجليزية)
- ألكسندر كريسانوف على موقع EliteProspects.com (الإنجليزية)
- ألكسندر كريسانوف على موقع HockeyDB.com (الإنجليزية)

- إحصائيات مسيرة اللاعب ألكسندر كريسانوف، في EliteProspects.com
- إحصائيات مسيرة اللاعب ألكسندر كريسانوف، في The Internet Hockey Database